# Риверсајд (Вашингтон)
Риверсајд (енгл. Riverside) град је у америчкој савезној држави Вашингтон. По попису становништва из 2010. у њему је живело 280 становника.

## Демографија
Према попису становништва из 2010. у граду је живело 280 становника, што је 68 (19,5%) становника мање него 2000. године.
| Група             | 2000.       | 2010.       |
| Белци             | 310 (89,1%) | 237 (84,6%) |
| Афроамериканци    | 1 (0,3%)    | 0 (0,0%)    |
| Азијати           | 1 (0,3%)    | 0 (0,0%)    |
| Хиспаноамериканци | 10 (2,9%)   | 18 (6,4%)   |
| Укупно            | 348         | 280         |